# جيسور
جيسور (بالبنغالية: যশোর)‏ هي مستوطنة، في بنغلاديش، تقع في قسم خولنا، هي عاصمة قضاء جسر ‏، بلغ عدد سكانها 201,796 نسمة وذلك حسب إحصائيات سنة 2011، تبلغ مساحتها 25.72 كيلومتر مربع.